# The Bronx
Il Bronx (AFI: /ˈbrɔŋks/; in inglese [ˈbrɒŋks]) è uno dei cinque distretti (in inglese borough) in cui è divisa la città di New York. Situato a nord di Manhattan, il suo territorio corrisponde a quello della contea del Bronx, che rappresenta una ripartizione dello Stato di New York. Ha una popolazione di quasi un milione e mezzo di abitanti.

## Geografia fisica
Il Bronx confina a nord con la contea di Westchester, ad est si affaccia sul Long Island Sound, a sud l'East River la separa dal Queens. Ad ovest l'Harlem River la separa da Manhattan ed il fiume Hudson dal New Jersey.
Il Bronx copre una superficie di 148,7 km², di cui il 26,8% è costituito da acque. Situato nella estremità nord di New York City (unico borough sulla terraferma), il Bronx è posto fra 40°42'45" di latitudine nord e 73°55'5" di longitudine ovest, in una zona di circa 150 km², di cui circa 110 di terraferma e 40 di acque interne. Riguardo alla geografia urbana, molte delle vie del Bronx sono numerate, come è naturale in tutte le città del nord degli Stati Uniti.
A differenza degli altri borough newyorkesi, però, il suo sistema di numerazione è una continuazione di quello di Manhattan, vestigia della sua antica appartenenza a quella contea, cosicché la "1ª strada" del Bronx è la 132ª est. La griglia urbana è, a sua volta, la base di partenza per la suddivisione interna del Bronx:
- West Bronx - Tutta la parte del Bronx a ovest dell'omonimo fiume, limitata a nord-ovest da Jerome Avenue (anche se viene usato come punto di riferimento appartiene al sistema viario di Manhattan, a causa dell'eccentrica numerazione del Bronx)
- East Bronx - La parte a est del medesimo

A loro volta suddivisi in:
- Northwest Bronx - La parte nordoccidentale, delimitata a nord da Corso Burnside, dalla 183ª strada e dal fiume Bronx
- Southwest Bronx - La parte sudoccidentale, delimitata a sud dagli stessi elementi topografici
- Northeast Bronx - La parte nordorientale, delimitata a nord da Corso Allerton e dal fiume Bronx
- Southeast Bronx - La parte sudorientale, delimitata a sud dagli stessi elementi topografici

Al giorno d'oggi, comunque, si preferisce suddividere più sbrigativamente il borough in South Bronx (già Southwest Bronx e Southeast Bronx) e North Bronx (già Northwest Bronx e Northeast Bronx). Queste zone sono inoltre, a loro volta, suddivise nei quartieri di Highbridge, Mount Eden, Morris Heights, Hunts Point, Morrisania, East Tremont, Soundview e West Farms. Va comunque segnalato che molte suddivisioni sono ufficiose, nonché obsolete o disusate dalla popolazione locale.
Nonostante la sua fama di quartiere estremamente pericoloso e malfamato, il Bronx vanta molte attrattive e luoghi d'interesse: possiede, ad esempio, molti parchi tra cui l'intramontabile zoo, il più vasto degli Stati Uniti. Merita un cenno anche il New York Botanical Garden, che si estende per circa 100 ettari, con più di 200 varietà di rose e più di 15 ettari di foresta. In questo quartiere è inoltre presente una villa del XIX secolo in cui vissero Arturo Toscanini, Theodore Roosevelt e Mark Twain.
Tra gli edifici famosi di questo borough vanno annoverati anche la chiesa di St. Jerome (sulla 138ª strada) e lo Yankee Stadium, sito sulla riva destra del fiume Harlem dal lato del Bronx.

## Storia

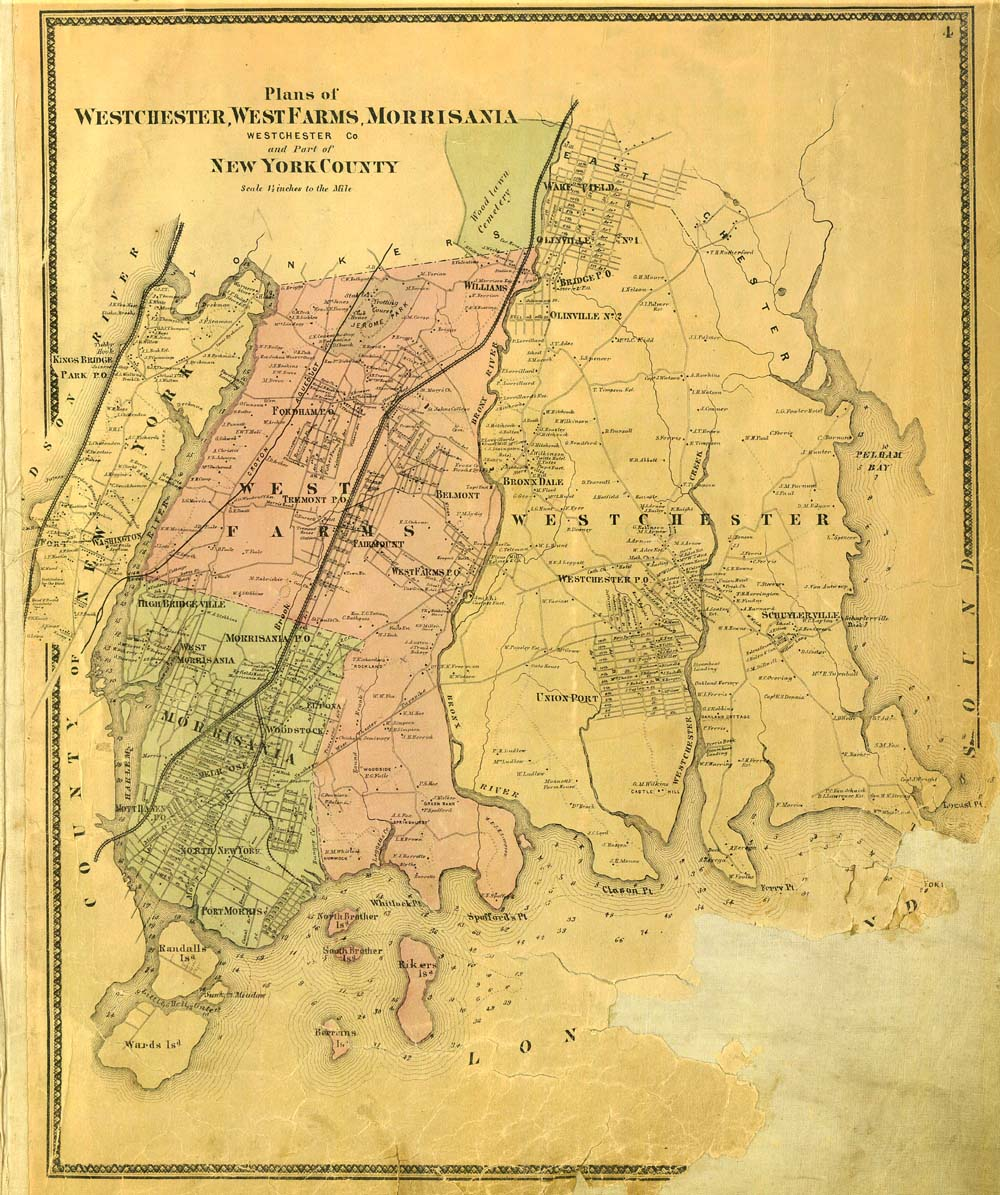
Mappa del Bronx nel 1867

I primi abitanti del territorio furono i nativi americani Lenape. Il nome del Bronx deriva dallo svedese Jonas Bronck che fu tra i primi a insediarsi nell'area che nel 1639 era chiamata Nuova Amsterdam e il suo nome fu dato al fiume che divide in due la contea.
Quando furono istituite le province di New York nel 1683, l'area dell'attuale contea faceva parte della contea di Westchester. Tra gli altri europei che per primi si stabilirono nella zona c'erano olandesi, francesi, inglesi e svedesi, che, in seguito alle vicende che portarono l'America a scrollarsi di dosso il giogo coloniale, furono rimpiazzati da tedeschi e irlandesi, arrivati in forze nella zona, soprattutto durante la costruzione della Ferrovia Atlantica (1840 circa); a loro volta dovettero cedere il passo ai polacchi, ai greci e agli italiani. Dalla seconda metà del Novecento in poi, il gruppo principale fu formato da portoricani e dominicani, la cui prevalenza è oggi in netto aumento per via dell'immigrazione legale e illegale e della crescita demografica. Nel frattempo, il Bronx, già parte della contea di Westchester, venne spostato nella contea di New York nel 1874 e divenne un borough quando si unì alla città di New York nel 1898. Nel 1914 infine, lo Stato istituì, per quanto riguardava le sue mansioni giudiziarie, un'equivalente contea del Bronx.
La storia del Bronx durante il XX secolo può essere divisa in quattro periodi: un periodo di "boom" tra il 1900 e il 1929, con una crescita della popolazione dalle 200 000 unità del 1900 ai 1,3 milioni del 1930; la grande depressione e il dopoguerra, che videro un rallentamento della crescita che portò ad un progressivo declino; la seconda metà del secolo caratterizzata da decenni, tra il 1950 e il 1985 circa, che portarono il Bronx a essere una delle aree più povere del Paese, con un alto tasso di criminalità; infine il periodo in cui, dalla metà degli anni ottanta, si riscontra una parziale rinascita economica e sociale che continua tutt'oggi.

### Anni settanta: "Il Bronx sta bruciando"

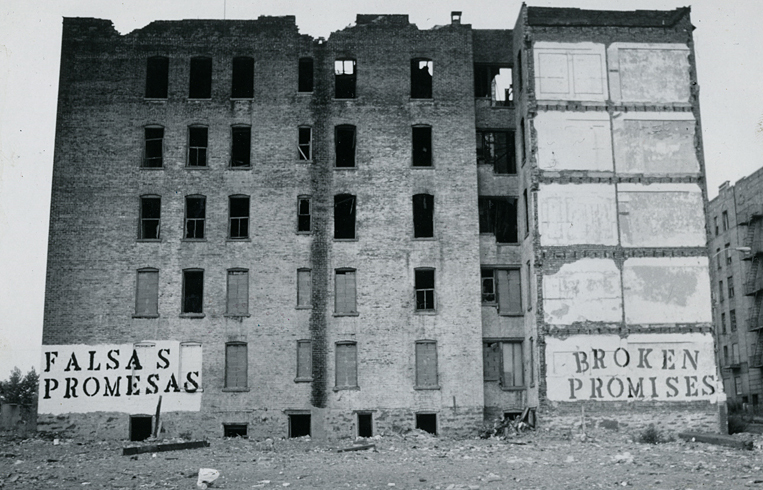
Un edificio andato a fuoco su Charlotte Street, anni settanta

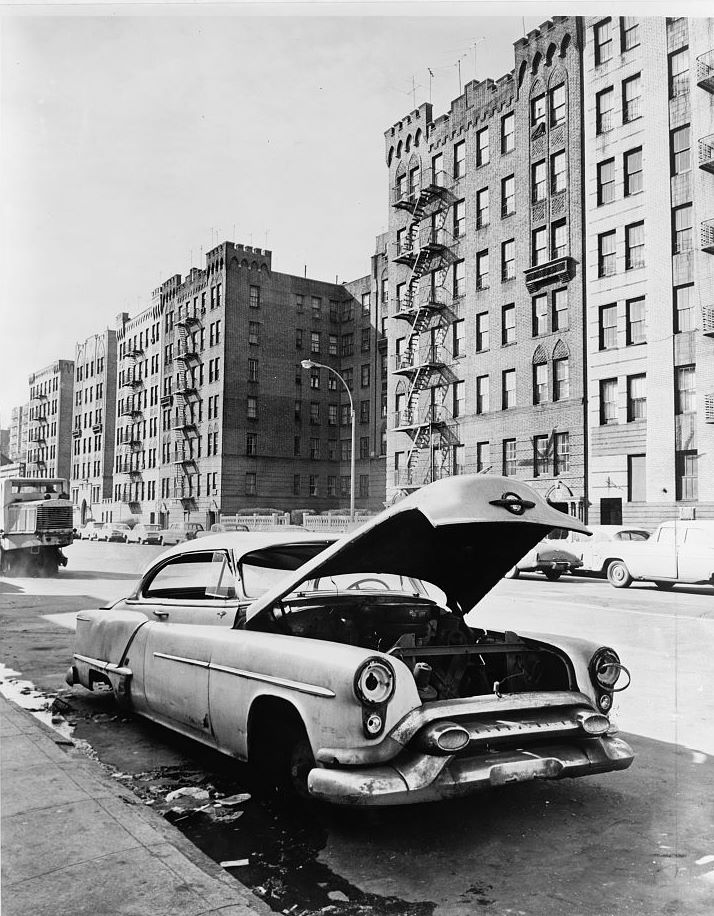
Macombs Road, 1964 circa

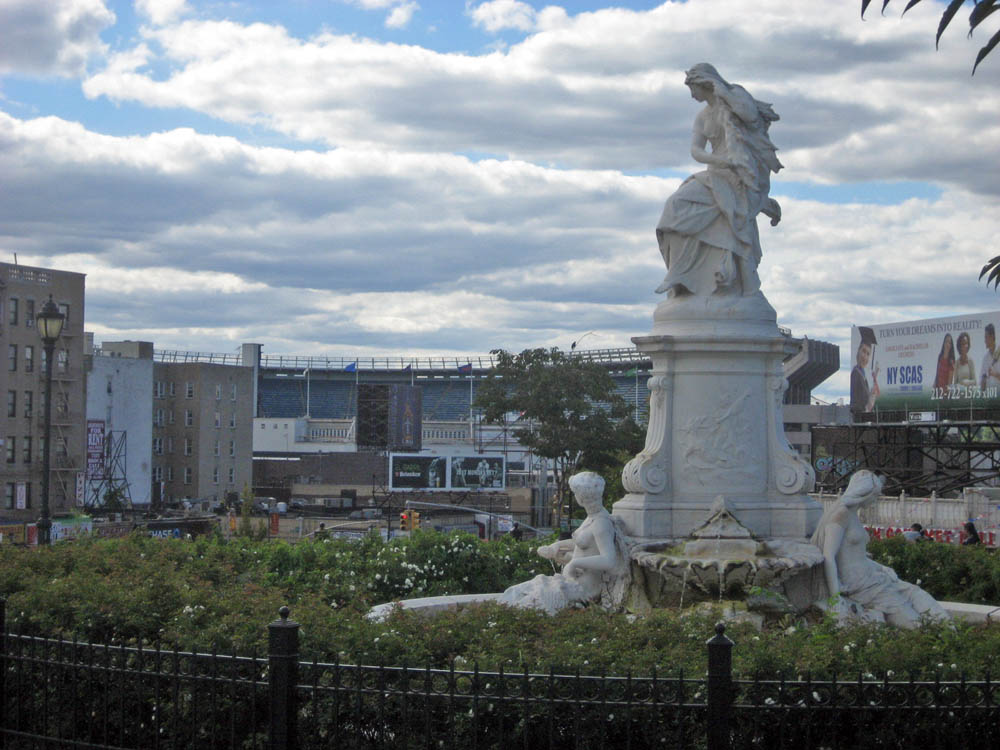
La Lorelei Fountain del Parco Joyce Kilmer, di fronte allo Yankee Stadium

Negli anni settanta la povertà nel quartiere e la criminalità, nonché la disoccupazione raggiunsero livelli allarmanti. All'epoca, il Bronx sperimentò alcuni degli aspetti del peggior decadimento urbano, con la perdita di 300 000 residenti e la distruzione di interi blocchi di edifici. L'attenzione dei mass media esportò la cattiva fama del Bronx a livello internazionale.
L'espressione: «The Bronx is burning» ("Il Bronx sta bruciando"), attribuita al telecronista Howard Cosell durante il secondo Game delle World Series del 1977 che vedeva contrapposti i New York Yankees ai Los Angeles Dodgers, si riferisce ai numerosi incendi dolosi, causati dal collasso economico totale, che sconvolsero il Bronx durante gli anni settanta, e divenne emblematica del periodo. Durante la partita, mentre le telecamere dell'ABC inquadravano un elicottero che sorvolava lo Yankee Stadium, fu ben visibile un grosso incendio scoppiato nei pressi del parco Joyce Kilmer nel South Bronx, alla cui vista Cosell avrebbe esclamato: «There it is, ladies and gentlemen, the Bronx is burning» ("È così, signore e signori, il Bronx sta bruciando").
I primi anni settanta videro deprezzarsi il patrimonio immobiliare del Bronx, a causa del notevole calo di richieste abitative in un quartiere in cui dominavano miseria, analfabetismo, illegalità e delinquenza. Un progressivo circolo vizioso ebbe inizio quando un vasto gruppo di edifici abitativi (lasciati disabitati dai precedenti affittuari migrati verso quartieri meno poveri) rimasero abbandonati per lunghi periodi di tempo, diventando preda ambita per elementi criminali quali le gang di strada (Savage Skulls, Reapers, Black Spades, Savage Nomads, Ghetto Brothers, Deadly Bachelors, Javelin, Dirty Ones, Tomahawks, e molte altre), all'epoca in forte espansione e in grado di sostenersi autonomamente grazie ai ricavi provenienti dallo spaccio di droga. Le proprietà abbandonate attrassero inoltre molti vagabondi, senzatetto, drogati e malati mentali, che contribuirono al degrado del borough.

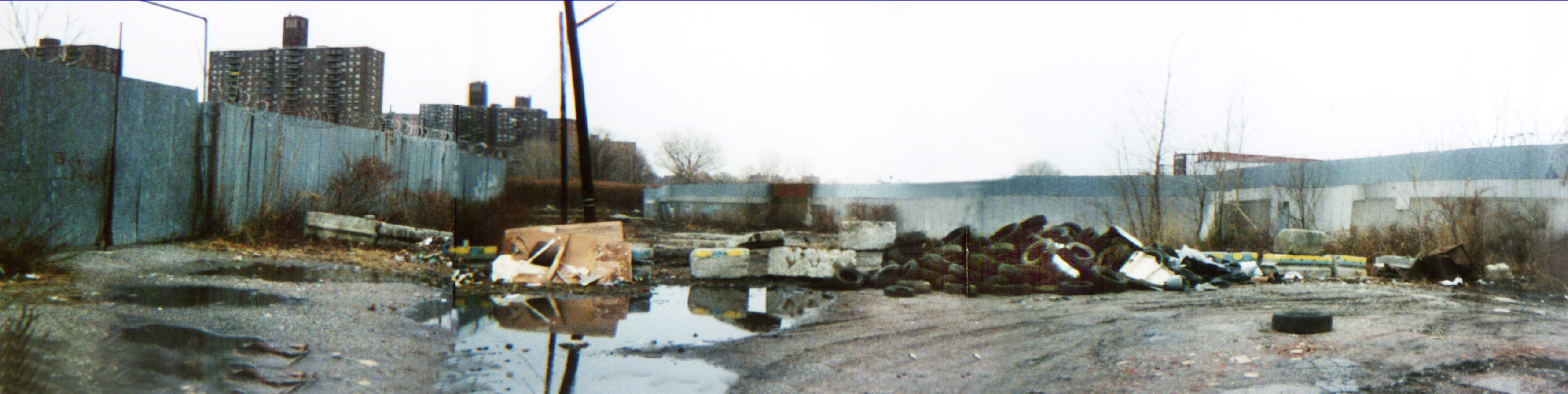
Un paesaggio desolato di Hunts Point Riverside Park

I massicci tagli alla spesa pubblica attuati a New York in quel periodo resero praticamente impossibile far rispettare il codice ai pochi ispettori di costruzione rimasti e i vigili del fuoco non erano in grado di far rispettare gli standard di sicurezza o punire le violazioni. Questo indusse i proprietari immobiliari a ignorare i loro doveri verso proprietà dal costo elevato di mantenimento e dalla poca resa, lasciando campo libero all'avvento di gang che stabilirono i propri "quartieri generali" negli edifici abbandonati, così da diffondere ulteriormente il crimine e la paura negli inquilini degli appartamenti vicini, causando un effetto domino e un “fuggi fuggi” generale da parte di quanti avessero le possibilità economiche di andarsene dal quartiere. Le statistiche della polizia mostrarono come l'ondata di criminalità spostatasi dalla zona nord del Bronx a South Bronx, rese i pochi residenti bianchi rimasti nel quartiere (principalmente anziani ebrei) il bersaglio preferito dei crimini violenti commessi da giovani delinquenti afroamericani e ispanici; le aggressioni divennero così comuni da far coniare il termine slang "crib job" in uso tra i membri delle bande giovanili ("crib" significa culla e stava ad intendere che gli anziani residenti erano indifesi come dei neonati nella culla).

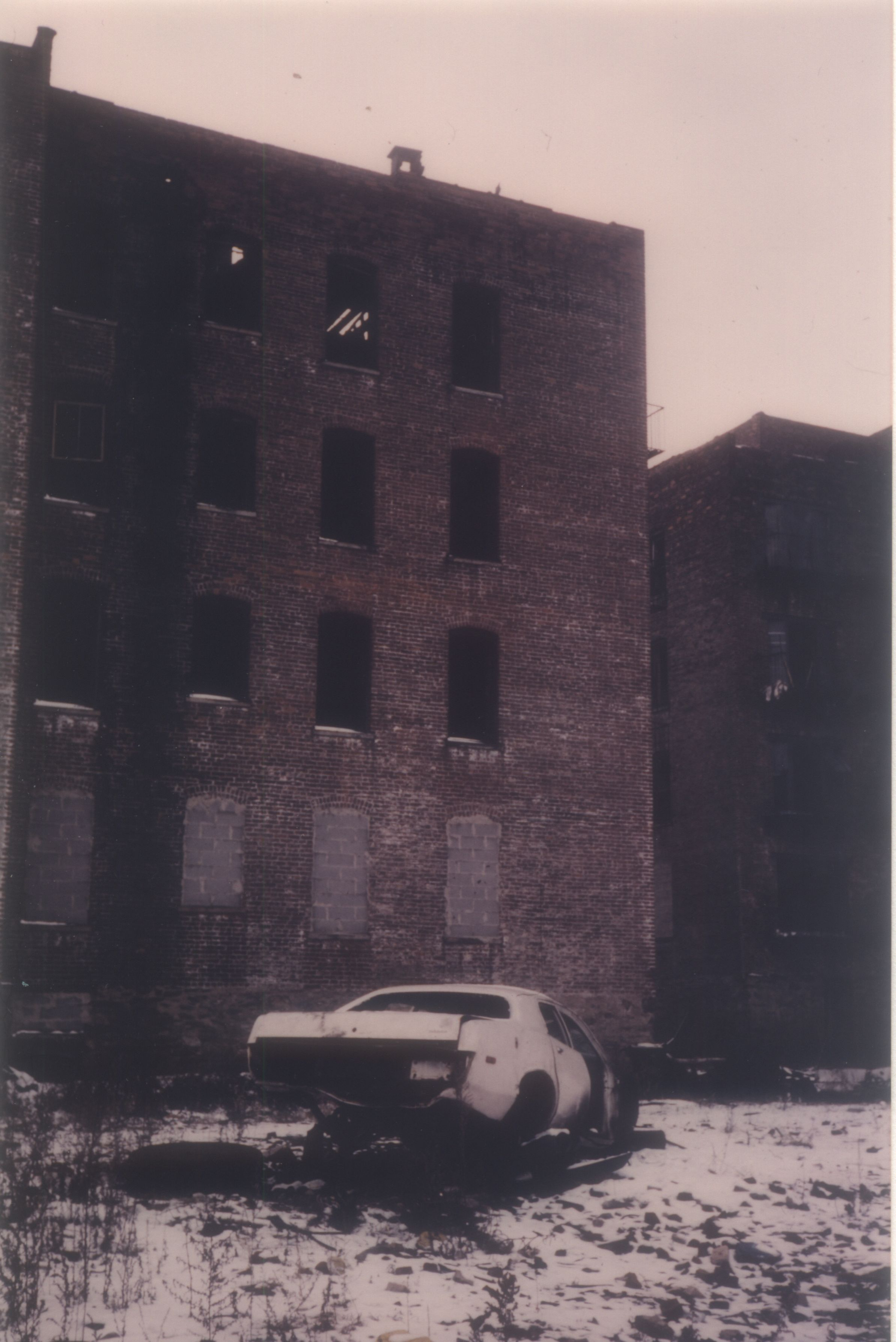
Uno scorcio di degrado nel South Bronx

I proprietari che avevano aspettato troppo a lungo per cercare di vendere i propri edifici, scoprirono con disappunto che quasi tutte le proprietà nel Bronx erano già state messe nella "lista nera" da parte di banche e compagnie di assicurazione. Alcuni di questi, non rassegnandosi a vendere le loro proprietà svalutate a qualsiasi prezzo, cominciarono invece a bruciare gli edifici per riscuotere l'assicurazione. Si fece quindi strada in questo periodo un nuovo tipo di sofisticato "criminale dal colletto bianco" conosciuto come "faccendiere", specializzato in una forma di frode assicurativa che iniziava con l'acquisto di una proprietà al di sotto dei costi, per poi rivenderla più volte sulla carta attraverso diverse società di comodo fittizie sotto il controllo dello stesso "faccendiere", così da spingere al rialzo il valore incrementale dell'immobile. Poi sarebbero state stipulate delle polizze di assicurazione antincendio fraudolente e, infine, bruciati dolosamente gli edifici per riscuotere i premi. Questo schema divenne così frequente che le gang locali venivano appositamente ingaggiate dai truffatori per spogliare di ogni materiale di valore le proprietà prima di darle alle fiamme. Gli edifici venivano incendiati con la benzina anche se erano ancora parzialmente abitati da inquilini insolventi o vagabondi, causando anche numerosi casi di ustioni e decessi.
Anche gli stessi abitanti del borough spesso davano alle fiamme edifici abbandonati. Ciò veniva fatto soprattutto per rubare dall'edificio distrutto infissi in metallo, rame, rubinetterie, sanitari e altro materiale che poi poteva essere rivenduto. Altri incendi furono causati da impianti elettrici non a norma o da semplice vandalismo associato alla generale situazione di degrado. 

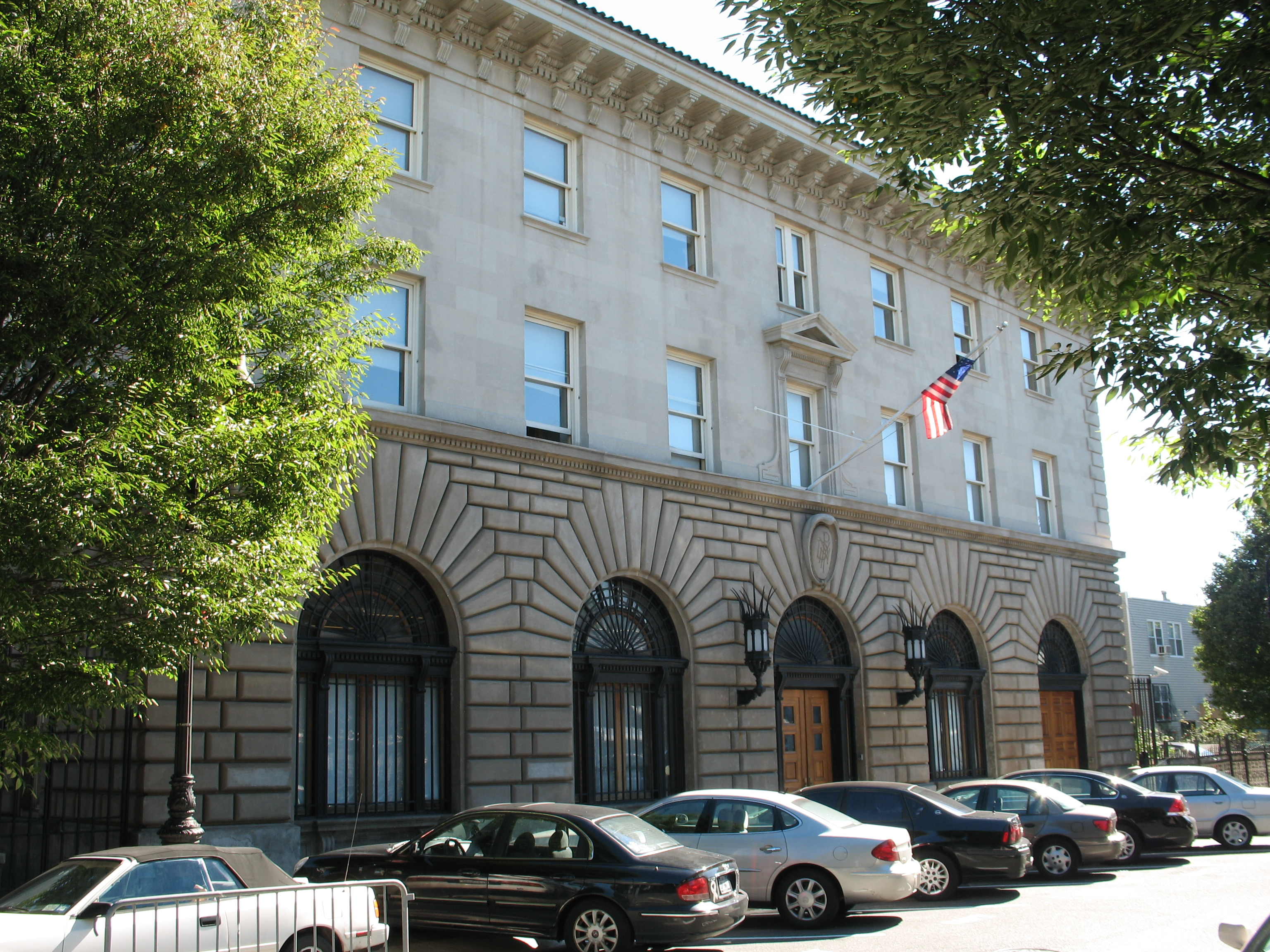
La stazione di polizia del 41º distretto al numero 1086 di Simpson Street, soprannominata "Fort Apache" negli anni settanta, in una foto del 2007

All'epoca del presunto commento di Cosell nel 1977, dozzine di edifici venivano bruciati ogni giorno nel Bronx; alcune volte, interi blocchi di appartamenti erano avvolti dalle fiamme rendendo l'area perennemente coperta da una cappa di fumo e fuliggine. La polizia, troppo occupata a cercare di contrastare il dilagare dello spaccio di droga e della delinquenza, smise ben presto di investigare sui roghi, in quanto erano semplicemente troppi.
Durante questo periodo, la stazione di polizia del 41º distretto della NYPD, situata al numero 1086 di Simpson Street, divenne nota con il soprannome Fort Apache, in quanto era l'unico baluardo della legge e dell'autorità costituita contro il crimine dilagante che rese il Bronx la capitale statunitense dell'omicidio, dello stupro, delle rapine, e delle aggressioni per tutti gli anni settanta (e primi anni ottanta). Nel 1980, il distretto venne ironicamente rinominato "The Little House on the Prairie" ("La piccola casa nella prateria"), in quanto due terzi degli originari 94 000 residenti di competenza del 41º se ne erano andati, lasciando la caserma fortificata una delle poche strutture ancora in piedi nella zona (e l'unico edificio sulla Simpson Street) a non essere stata abbandonata o incendiata. La storia della stazione di polizia ispirò anche un film intitolato Bronx 41º distretto di polizia (1981). Inoltre, la pessima fama del quartiere generò la produzione di altre pellicole a tema quali il celebre I guerrieri della notte di Walter Hill (1979), o 1990 - I guerrieri del Bronx (1982) e Fuga dal Bronx (1983), entrambi diretti da Enzo G. Castellari, ma anche Bronx(1993) diretto da Robert De Niro e da lui interpretato insieme a Chazz Palminteri, entrambi italo-americani: il primo autista onesto e il secondo un boss, che attrae pericolosamente il figlio dell'autista.
In totale, più del 40% degli edifici situati nel Bronx fu bruciato o abbandonato tra il 1970 e il 1980. L'aspetto del quartiere veniva paragonato a quello di una città bombardata durante la seconda guerra mondiale, con cumuli di macerie ai lati delle strade, rottami d'auto e rifiuti ovunque. Il 5 ottobre 1977, il Presidente Jimmy Carter fece una visita non programmata a Charlotte Street, mentre si trovava a New York per presenziare ad una conferenza delle Nazioni Unite. Charlotte Street era una delle zone più colpite dal degrado urbano. Carter, si disse "sconcertato" dalla situazione e incaricò Patricia Roberts Harris, all'epoca a capo del Dipartimento della Casa e dello sviluppo urbano degli Stati Uniti d'America, di prendere seri provvedimenti per salvare la zona. Anche Ronald Reagan, durante la sua campagna presidenziale del 1980, visitò la zona e criticando Carter per non aver mantenuto le promesse fatte, disse di "non aver mai visto una cosa simile dai tempi della Londra bombardata dai nazisti".

### Rinascita

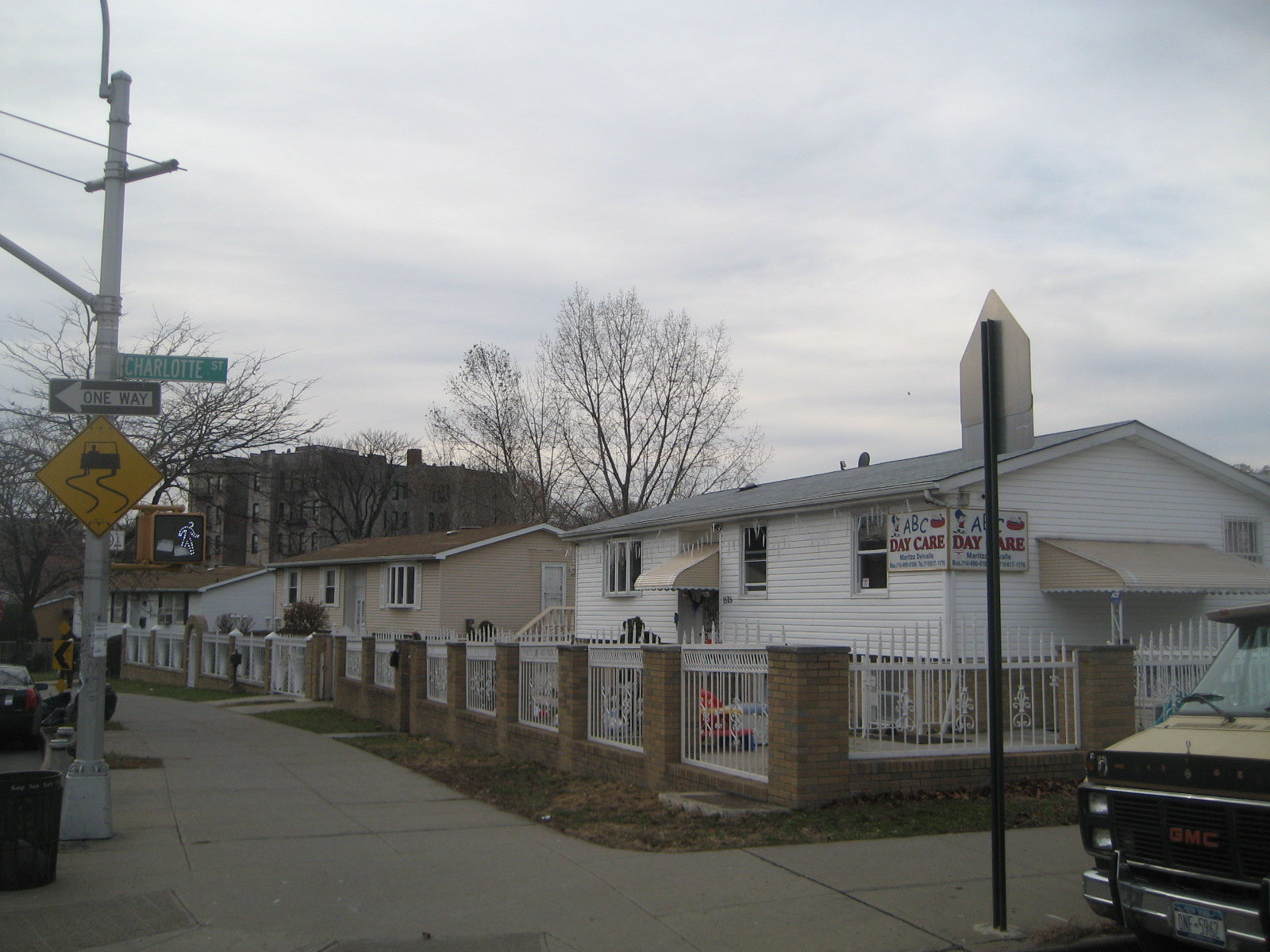
Nuove costruzioni in stile ranch sorte sulla precedentemente devastata Charlotte Street, Crotona Park East.

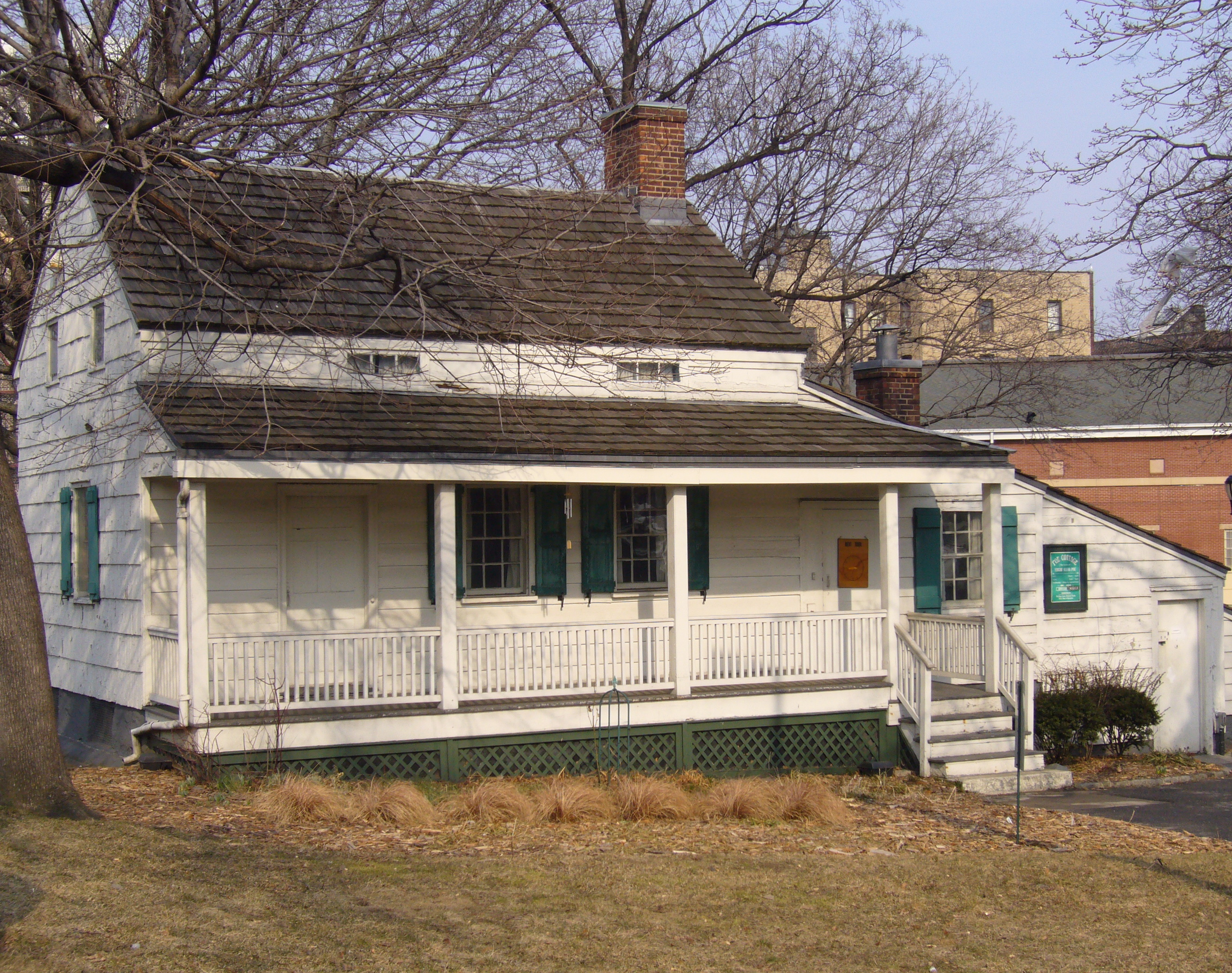
Edgar Allan Poe trascorse gli ultimi anni della sua vita in questo piccolo cottage a Fordham, in quello che oggi è il Bronx.

A partire dagli anni ottanta, parte del Bronx iniziò ad essere riqualificato grazie alla costruzione di nuove strutture residenziali. Nel 1983 la Bright Temple A.M.E. Church venne inserita nel National Register of Historic Places. Nel corso degli anni novanta, furono spesi più di un miliardo di dollari per la ricostruzione dell'area, con 19 000 nuovi appartamenti e più di 4 500 nuove case popolari. Più del 50% degli appartamenti abbandonati fu ristrutturato. 26 500 persone si trasferirono nuovamente nella zona.
Nel 1985 in Charlotte Street sorsero della case prefabbricate in stile ranch, e l'area cambiò in maniera così significativa da rendere impossibile agli storici del Bronx localizzare il punto esatto dove Carter si era fermato ad osservare la devastazione nel 1977. Nel 2004, queste villette hanno acquisito un valore di mercato superiore ai 500 000 dollari.
La costruzione del nuovo Yankee Stadium incluse campi da tennis, piste ciclabili, negozi, ristoranti, e una nuova stazione della metropolitana.
Da allora la popolazione del Bronx è in fase di crescita. Tuttavia, un abitante su due vive in stato di povertà; inoltre, spaccio di droga, gang e prostituzione sono ancora comuni per le strade del quartiere e la polizia continua a considerare l'area "una zona a rischio".

## Popolazione
| I cinque distretti di New York                               | I cinque distretti di New York | I cinque distretti di New York | I cinque distretti di New York | I cinque distretti di New York | I cinque distretti di New York | I cinque distretti di New York | I cinque distretti di New York | I cinque distretti di New York |
| Giurisdizione                                                | Giurisdizione                  | Popolazione                    | PIL                            | PIL                            | Area calpestabile              | Area calpestabile              | Densità                        | Densità                        |
| Distretto                                                    | Contea                         | Censimento (2020)              | miliardi (US$)                 | pro capite (US$)               | miglia quadrate                | km quadrati                    | persone/mi²                    | persone/km²                    |
| ------------------------------------------------------------ | ------------------------------ | ------------------------------ | ------------------------------ | ------------------------------ | ------------------------------ | ------------------------------ | ------------------------------ | ------------------------------ |
| The Bronx                                                    | Bronx                          | 1 472 654                      | 28,787                         | 19 570                         | 42,10                          | 109,04                         | 34 653                         | 13 231                         |
| Brooklyn                                                     | Kings                          | 2 736 074                      | 63,303                         | 23 900                         | 70,82                          | 183,42                         | 37 137                         | 14 649                         |
| Manhattan                                                    | New York                       | 1 694 251                      | 629,682                        | 378 250                        | 22,83                          | 59,13                          | 72 033                         | 27 826                         |
| Queens                                                       | Queens                         | 2 405 464                      | 73,842                         | 31,310                         | 108,53                         | 281,09                         | 21 460                         | 8 354                          |
| Staten Island                                                | Richmond                       | 495 747                        | 11,249                         | 23 460                         | 58,37                          | 151,18                         | 8 112                          | 3 132                          |
| New York                                                     | New York                       | 8 804 190                      | 806,863                        | 93 574                         | 302,64                         | 783,83                         | 28 188                         | 10 947                         |
| Stato di New York                                            | Stato di New York              | 19 849 399                     | 1 547,116                      | 78 354                         | 47 214                         | 122 284                        | 416,4                          | 159                            |
| Fonte: consulta le voci che riguardano il singolo distretto. |                                |                                |                                |                                |                                |                                |                                |                                |

Secondo il censimento del 2010, la popolazione risulta etnicamente così suddivisa: 53,5% ispanici, 30,1% afroamericani, 10,9% caucasici, 3,4% asiatici, 0,6% di altre etnie. Il 43,7% della popolazione, a casa, parla lo spagnolo. Tra i gruppi etnici di origine europea principali, ci sono gli italiani (3,9%), gli irlandesi (3,6%), gli albanesi (3,5%) e i tedeschi (1,4%).

## Parchi e spazi aperti

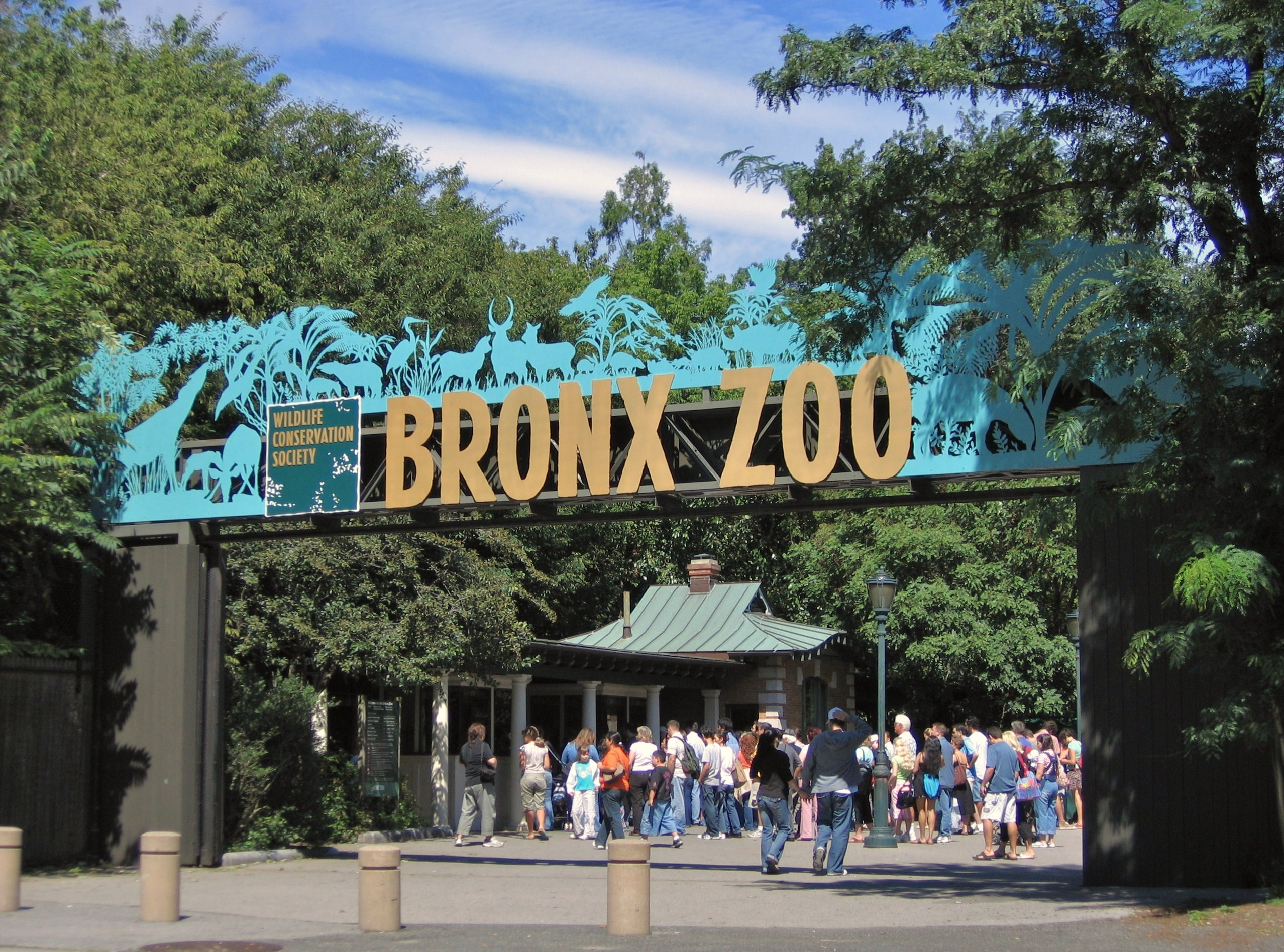
Lo zoo del Bronx è il più grande giardino zoologico di New York, e uno dei maggiori degli Stati Uniti.

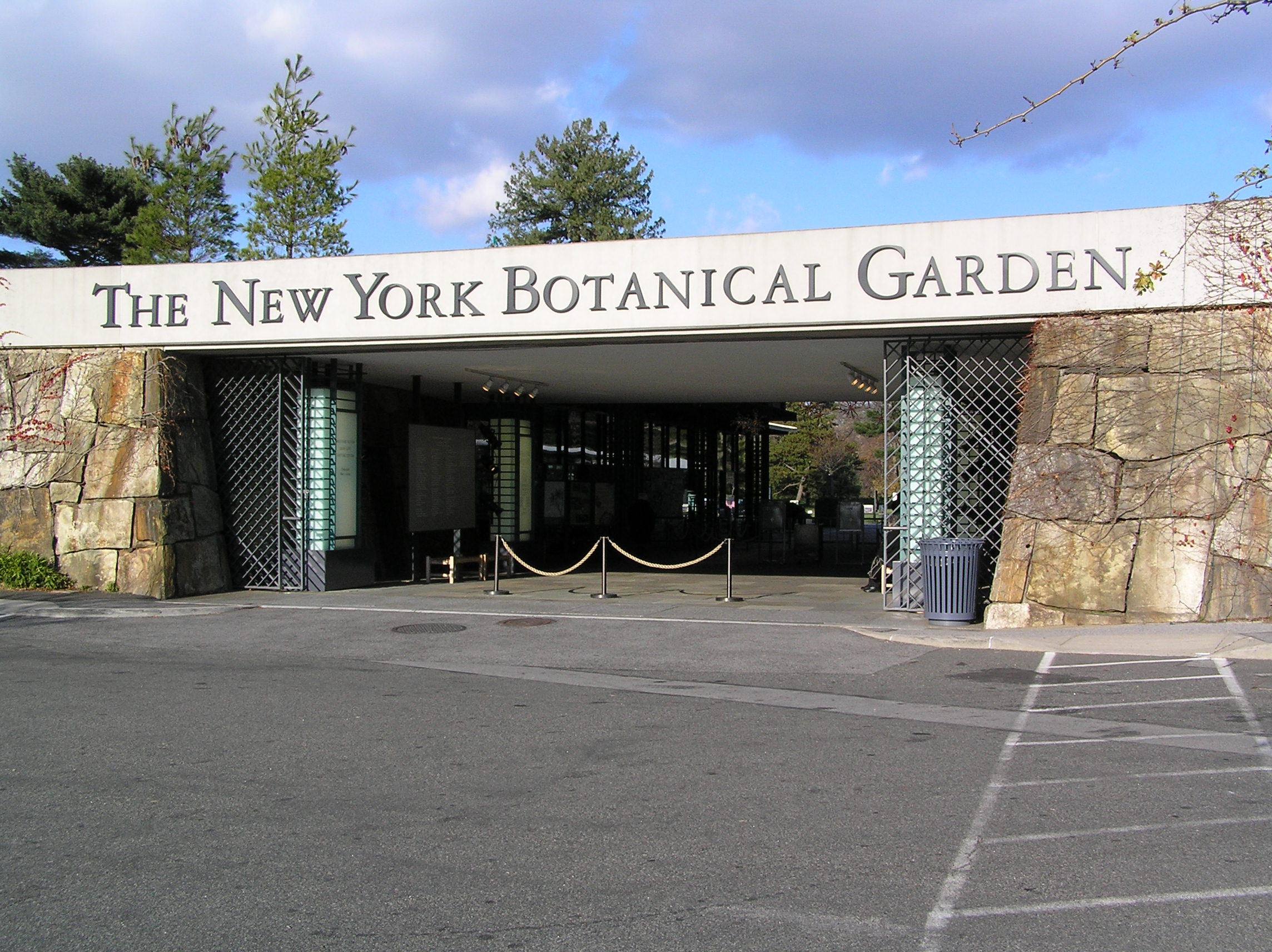
Il giardino botanico di New York.

Malgrado la contea del Bronx fosse la terza area maggiormente popolata degli Stati Uniti nel 2006 (dopo Manhattan e Brooklyn), ben 7 000 acri (28 km²) del Bronx sono dedicati al verde e ai parchi pubblici. L'idea di un sistema di grandi parchi connessi da spazi aperti lungo il quartiere è solitamente attribuita a John Mullaly.
Il Woodlawn Cemetery, uno dei più grandi di New York, è situato sulla riva destra del fiume Bronx nei pressi di Yonkers. Il cimitero aprì nel 1863, quando il Bronx era ancora considerato un'area rurale.
Il lato nord del borough comprende il parco più grande di New York, il Pelham Bay Park, che include Orchard Beach e Van Cortlandt Park, vicino al Woodlawn Cemetery. Inoltre, nella zona nord del Bronx, sorge Wave Hill, un tempo proprietà di George W. Perkins, rinomata per le abitazioni storiche, i giardini, le installazioni artistiche e i concerti al New Jersey Palisades da un promontorio sul fiume Hudson a Riverdale. Vicino al centro del borough, e lungo il fiume Bronx, si trova il Bronx Park che, nella parte nord, ospita il New York Botanical Garden il quale preserva gli ultimi esemplari di Tsuga, conifere sempreverdi che un tempo ricoprivano l'intera contea e, nella parte sud, il celebre Bronx Zoo, uno dei maggiori giardini zoologici degli Stati Uniti. A sud di Van Cortlandt Park c'è la Jerome Park Reservoir che fiancheggia svariati piccoli parchi nei dintorni di Bedford Park; la riserva fu costruita alla fine del XIX secolo nell'area dove sorgeva l'ex pista da corsa Jerome Park Racetrack. Ancora più a sud abbiamo Crotona Park, sede di una grande piscina. I territori per questi parchi pubblici, e molti altri, furono acquistati da New York City nel 1888, quando la terra era ancora a buon mercato, in anticipazione di future necessità di sviluppo territoriale. Altro parco è il Barretto Point Park.

## Shopping

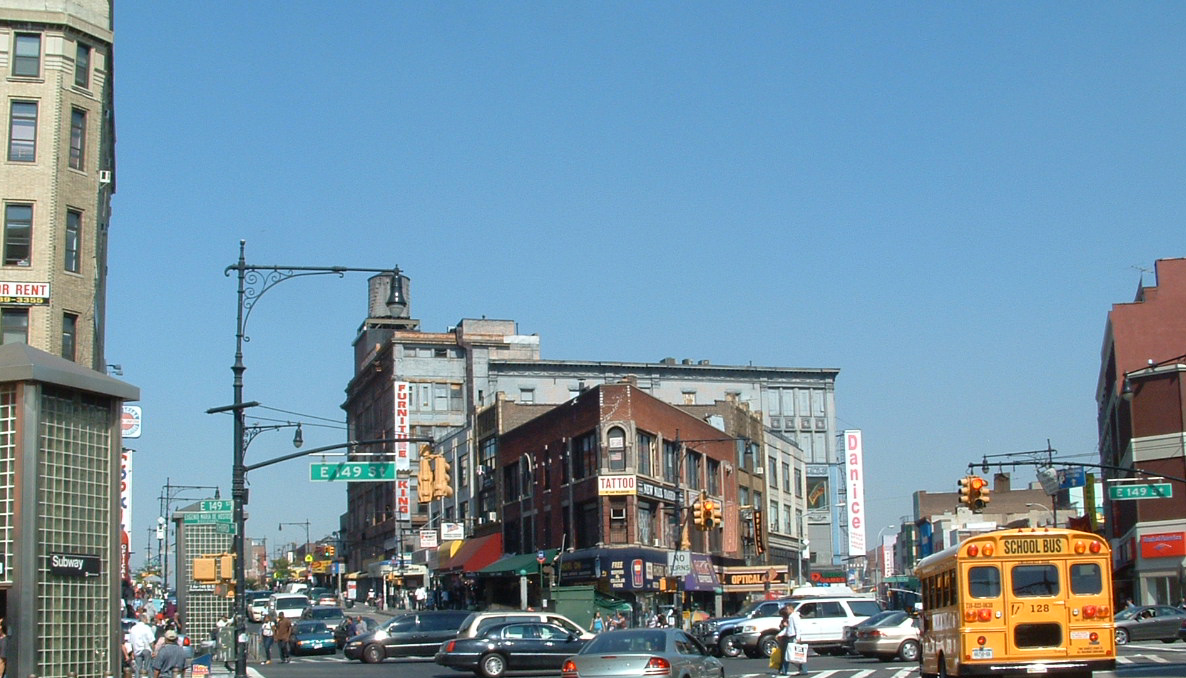
The Hub sulla Third Avenue

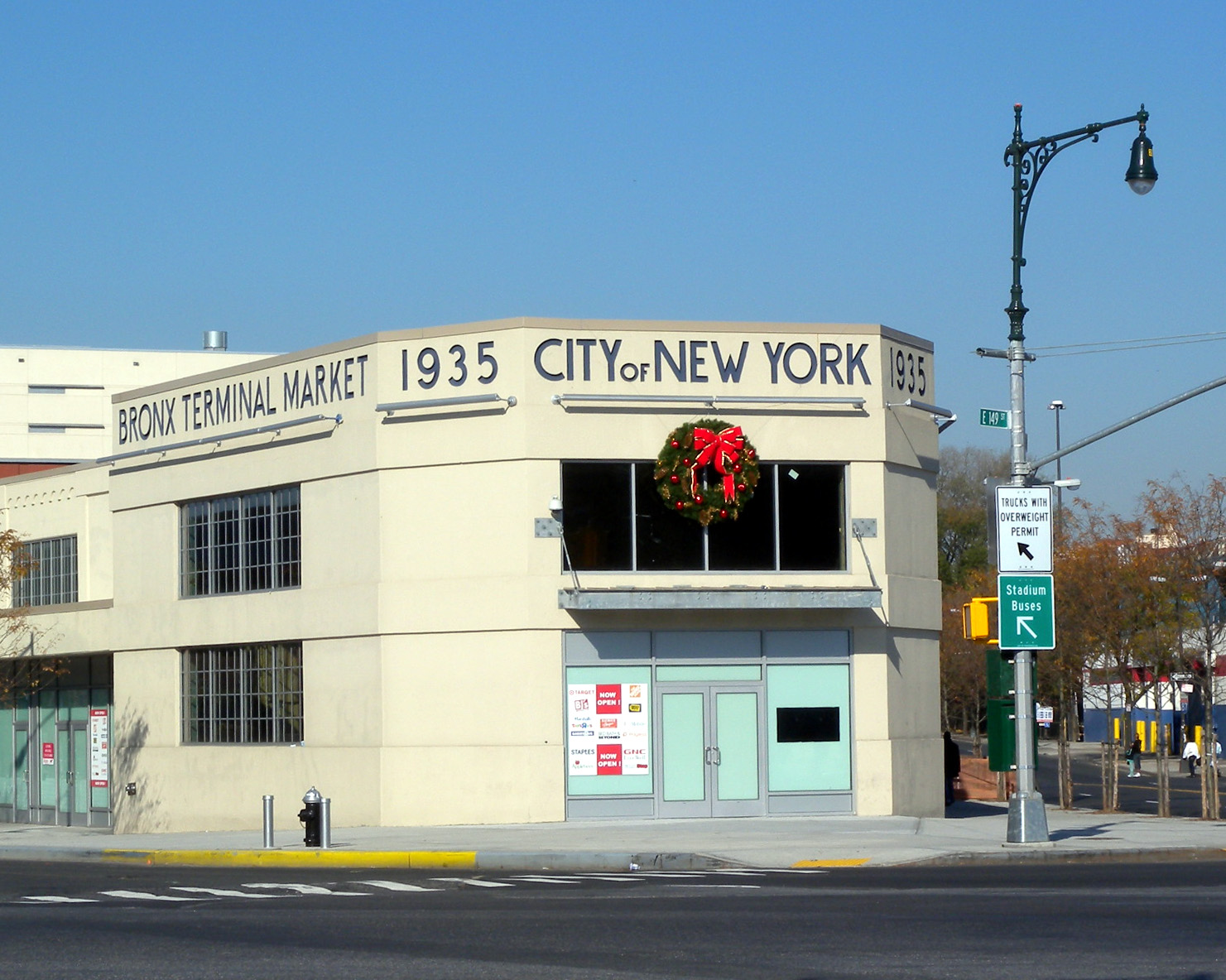
Il rinnovato Prow Building, parte dell'originale Bronx Terminal Market

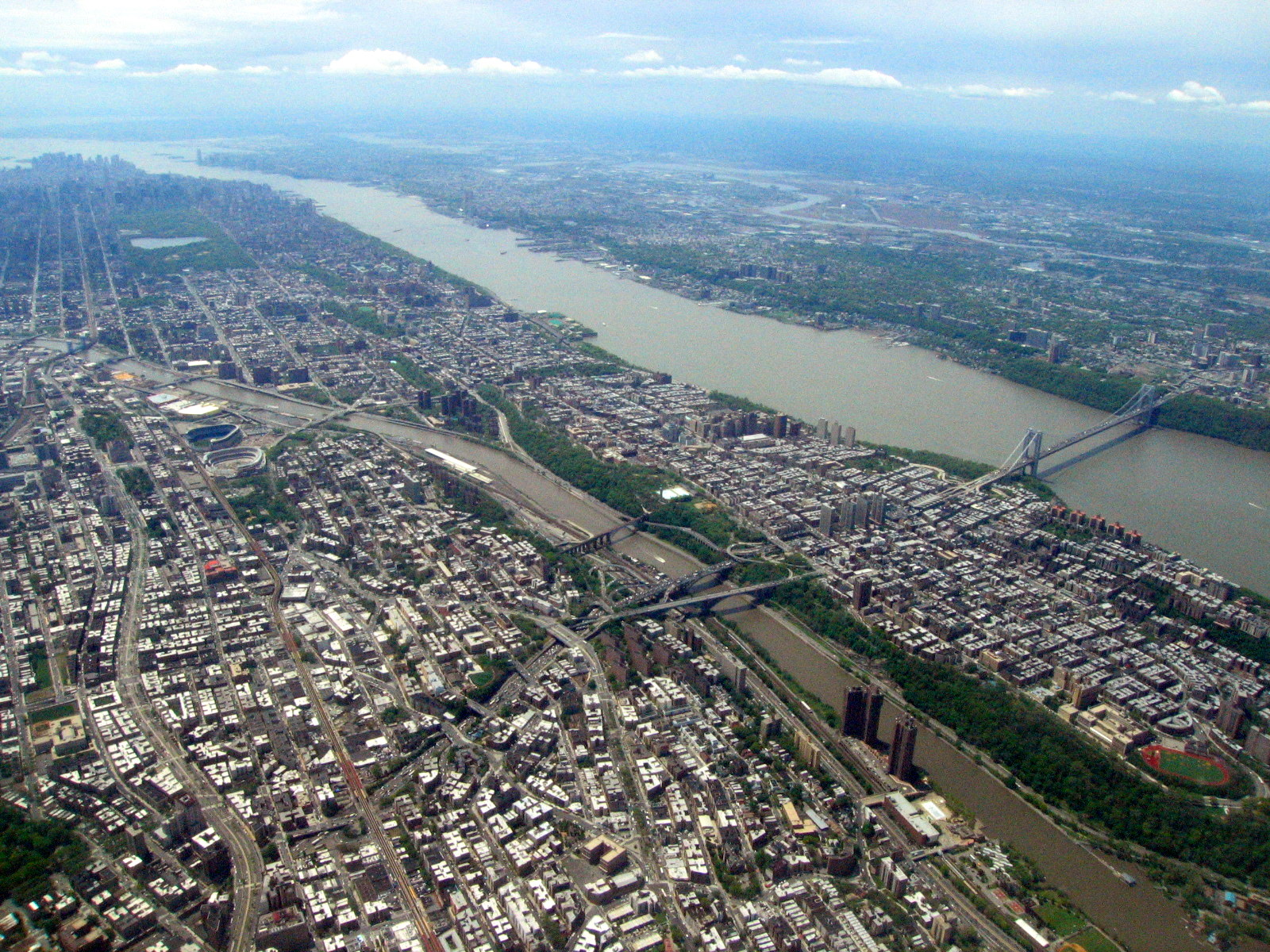
Veduta aerea del Bronx, Harlem River, Harlem, Hudson River, e George Washington Bridge

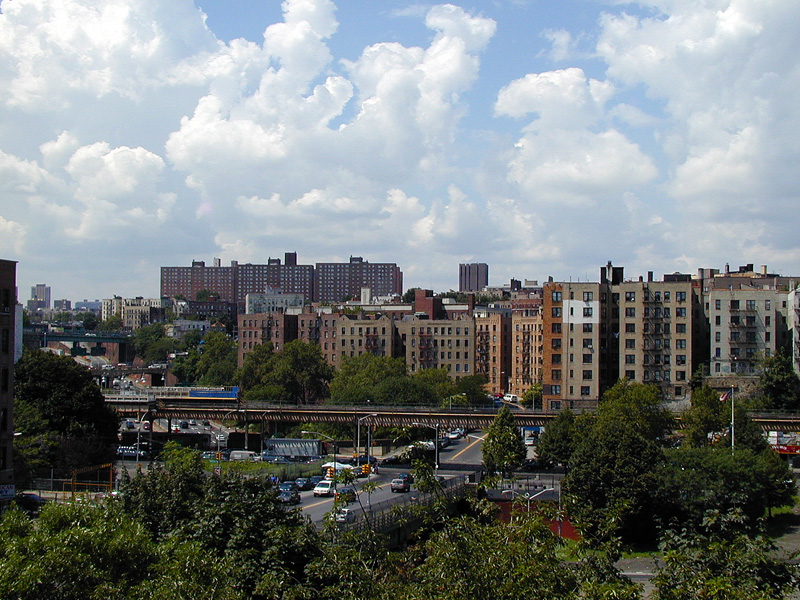
Morris Heights, un distretto del Bronx con più di 45000 abitanti

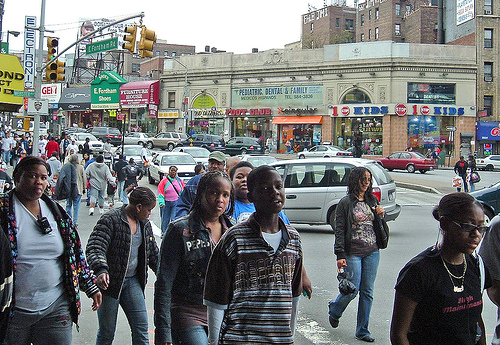
Fordham Road, una delle principali strade del Bronx

Le maggiori zone dello shopping nel Bronx includono Fordham Road, Bay Plaza a Co-op City, The Hub, il centro commerciale Riverdale/Kingsbridge, e Bruckner Boulevard. I negozi sono inoltre concentrati nelle strade vicino alle strade sopraelevate di grande transito, come Westchester Avenue, White Plains Road, Jerome Avenue, Southern Boulevard, e Broadway. Il Gateway Center at Bronx Terminal Market contiene diversi megastore aperti nel 2009 nei pressi del nuovo Yankee Stadium.
Ci sono tre centri commerciali principali nel Bronx: The Hub, Gateway Center e Southern Boulevard. L'Hub–Third Avenue Business Improvement District (B.I.D.), è considerato il centro del South Bronx, situandosi alla convergenza di quattro strade principali: East 149th Street, Willis, Melrose e Third Avenue.
Il Gateway Center at Bronx Terminal Market, a West Bronx, è un grande centro commerciale sorto sull'area del precedente Bronx Terminal Market, il mercato di frutta e verdura, e dell'ex penitenziario Bronx House of Detention, sul lato meridionale dello Yankee Stadium.

## Arte e cultura
La Bronx Academy of Arts and Dance, fondata nel 1998 da Arthur Aviles e Charles Rice-Gonzales, è sede di spettacoli teatrali, balletti, e mostre d'arte contemporanea. Vi hanno sede l'Arthur Aviles Typical Theatre, una compagnia di danza moderna, e la Bronx Dance Coalition. In precedenza l'Academy era situata nell'American Bank Note Company Building prima di essere trasferita presso la St. Peter's Episcopal Church.
Il Bronx Museum of the Arts, fondato nel 1971, possiede una collezione di arte contemporanea del XX secolo e svariate gallerie.
Il quartiere fu abitato dallo scrittore Edgar Allan Poe nei suoi ultimi anni di vita (1846-1849). Egli visse nell'odierno "Poe Cottage", una piccola casetta in legno costruita intorno al 1812, ora situata tra Kingsbridge Road e Grand Concourse. Poe si trasferì qui per sfuggire all'aria malsana di Manhattan sperando che l'aria di campagna potesse essere di beneficio alla moglie malata di tubercolosi. Fu nel Bronx che Poe scrisse una delle sue poesie più famose, Annabel Lee.
Inoltre, il Bronx è sede dell"Heinrich Heine Memorial", meglio conosciuto come Lorelei Fountain. A seguito del rifiuto della sua città natale, Düsseldorf, presumibilmente per ragioni antisemite, dietro insistenza dei suoi molti sostenitori, nel 1899 nel Parco Joyce Kilmer venne eretto un monumento al poeta radicale ebreo Heinrich Heine (1797–1856). Nel 1999, il monumento è stato spostato tra la 161st Street e Concourse.
Sin dalla fine degli anni Settanta, il Bronx divenne luogo di una fiorente scena artistica. Le mostre d'arte tenutesi alla Fashion Moda Gallery, fondata dall'artista viennese Stefan Eins, aiutarono gli inizi di carriera di artisti quali Keith Haring e Jenny Holzer. Negli anni Ottanta esplosero gruppi di break dance come i Rock Steady Crew. La scena artistica locale generò abbastanza entusiasmo presso i mass media da ricevere esposizione a livello mondiale.
I graffiti urbani sono molto frequenti nel South Bronx, zona di azione di numerosi writer ritenuti capostipiti della street art, come il gruppo Tats Cru. Il Bronx ha una lunga tradizione di graffitismo nonostante la città di New York abbia messo in atto una politica restrittiva contro i graffiti abusivi. La nascita di generi quali hip-hop, rap, break dance, servì a includere di diritto il Bronx sulla mappa musicale dei primi anni Ottanta. Inoltre, il borough è noto a livello mondiale come luogo di nascita ufficiale della cultura hip hop.

## Yankee Stadium
Il Bronx è la casa dei New York Yankees, la celebre squadra della Major League Baseball. L'originale Yankee Stadium aprì i battenti nel 1923 su 161st Street e River Avenue, nell'anno che vide gli Yankees vincere la loro prima World Series. In questo stadio hanno giocato molti giocatori di baseball famosi, inclusi Babe Ruth, Lou Gehrig, Joe DiMaggio, Whitey Ford, Yogi Berra, Mickey Mantle, Reggie Jackson, Derek Jeter e Mariano Rivera.
Inoltre, dal 1956 al 1973 lo Stadium fu anche la casa dei New York Giants della National Football League.
Il vecchio impianto venne demolito nel 2010 come conseguenza dell'inaugurazione del nuovo Yankee Stadium nel 2009, costruito lì vicino, sull'area dove sorgeva il Macombs Dam Park. L'attuale Yankee Stadium è anche il campo di casa della squadra di calcio dei New York City FC, militante nella Major League Soccer, che iniziò a disputarvi le partite nel 2015.